# Михайловка (Колпнянский район)
Михайловка — деревня в Колпнянском районе Орловской области. Входит в состав Карловского сельского поселения. Население — 131 чел. (2010).

## География
Михайловка находится в пределах центральной части Среднерусской возвышенности, в лесостепной зоне, в юго-восточной части области, в центральной части района, в пригороде пгт. Колпны, у ручья Покровский.
Уличная сеть не выражена; деревня сформирована шестью обособленными кварталами.
Климат
Климат умеренно континентальный; средняя температура января −8,5 °C, средняя температура июля +18,5 °C. Среднегодовая температура воздуха составляет +4,6 °C. Абсолютный минимум температуры воздуха составляет −38 °C, а абсолютный максимум +37 °C. Годовое количество осадков 500—550 мм, в среднем 515 мм. Количество поступающей солнечной радиации составляет 91-92 ккал/см². По агроклиматическому районированию деревня Михайловка, также как и весь район и поселение, относится к южному с коэффициентом увлажнения 1,2-1,3.
Часовой пояс
деревня Михайловка, как и вся Орловская область, находится в часовой зоне МСК (московское время). Смещение применяемого времени относительно UTC составляет +3:00.

## История
15 ноября 1974 году деревни Михайловка и Мыс Доброй Надежды объединены в одну деревню Михайловка.

## Население
| 2002 | 2010 |
| ---- | ---- |
| 133  | ↘131 |

Национальный состав
Согласно результатам переписи 2002 года, в национальной структуре населения русские составляли 92 % от общей численности населения в 133 жителя

## Инфраструктура
Личное подсобное хозяйство с зоной сельскохозяйственного использования, индивидуальная застройка усадебного типа. Свыше 20 домов газифицированы. Газопровод низкого давления обслуживает Орловский филиал ОАО «Газпромрегионгаз» Колпнянский РЭУ.
Новый квартал — на северо-западе деревни; предлагается включить в границы д. Михайловка участка общей площадью 14,8 га, расположенного на землях сельскохозяйственного назначения для перевода в статус индивидуальной жилой застройки. Также планируется создание в деревне развитой системы озелененных пространств с целью организации рекреационного и спортивного обслуживания.
Водоснабжение — через водозабор из артезианской скважины.

## Транспорт
Выезд на автодорогу «Глазуновка — Малоархангельск — Колпны — Долгое — Екатериновка» (Постановление Правительства Орловской области от 19.11.2015 N 501 (ред. от 20.12.2017) «Об утверждении Перечня автомобильных дорог общего пользования регионального и межмуниципального значения Орловской области»).
Просёлочные дороги.